# The Children of Kings
The Children of Kings est un roman non traduit du Cycle de Ténébreuse, écrit par Deborah J. Ross d'après les ébauches et les notes de Marion Zimmer Bradley, publié en 2013.